# St. Peter und Paul (Oberbösa)

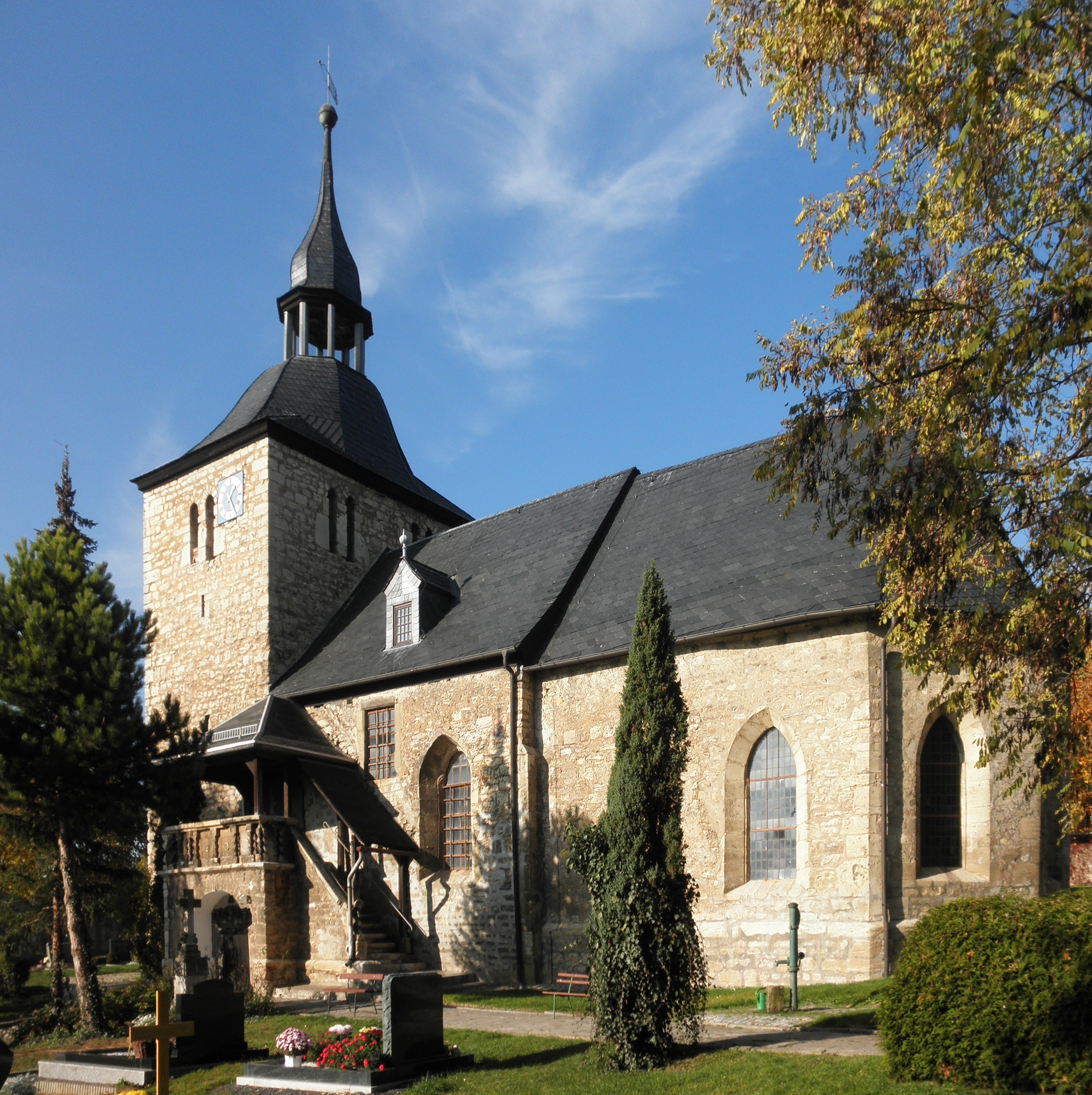
Die Kirche

Die evangelische Dorfkirche St. Peter und Paul steht in der Gemeinde Oberbösa im Kyffhäuserkreis in Thüringen. Sie gehört zum Pfarrbereich Heldrungen im Kirchenkreis Eisleben-Sömmerda der Evangelischen Kirche in Mitteldeutschland.

## Geschichte
Das Gotteshaus für das Dorf soll im 13. Jahrhundert errichtet worden sein. 1609, 1690 und im 18. Jahrhundert sind Umbauarbeiten dokumentiert.
Das Gotteshaus ist eine Saalkirche mit einem westlichen Turmaufbau mit geschweifter Haube und Laterne seit 1882. Im Osten befindet sich der dreiseitige Chorabschluss. An der Südseite ist der Emporenaufgang angebaut. Im Saal stehen das Gestühl, die Emporen, der Kanzelaltar und weitere kirchliche Gegenstände, wie das Harmonium und das Vortragekreuz.